# Shute House

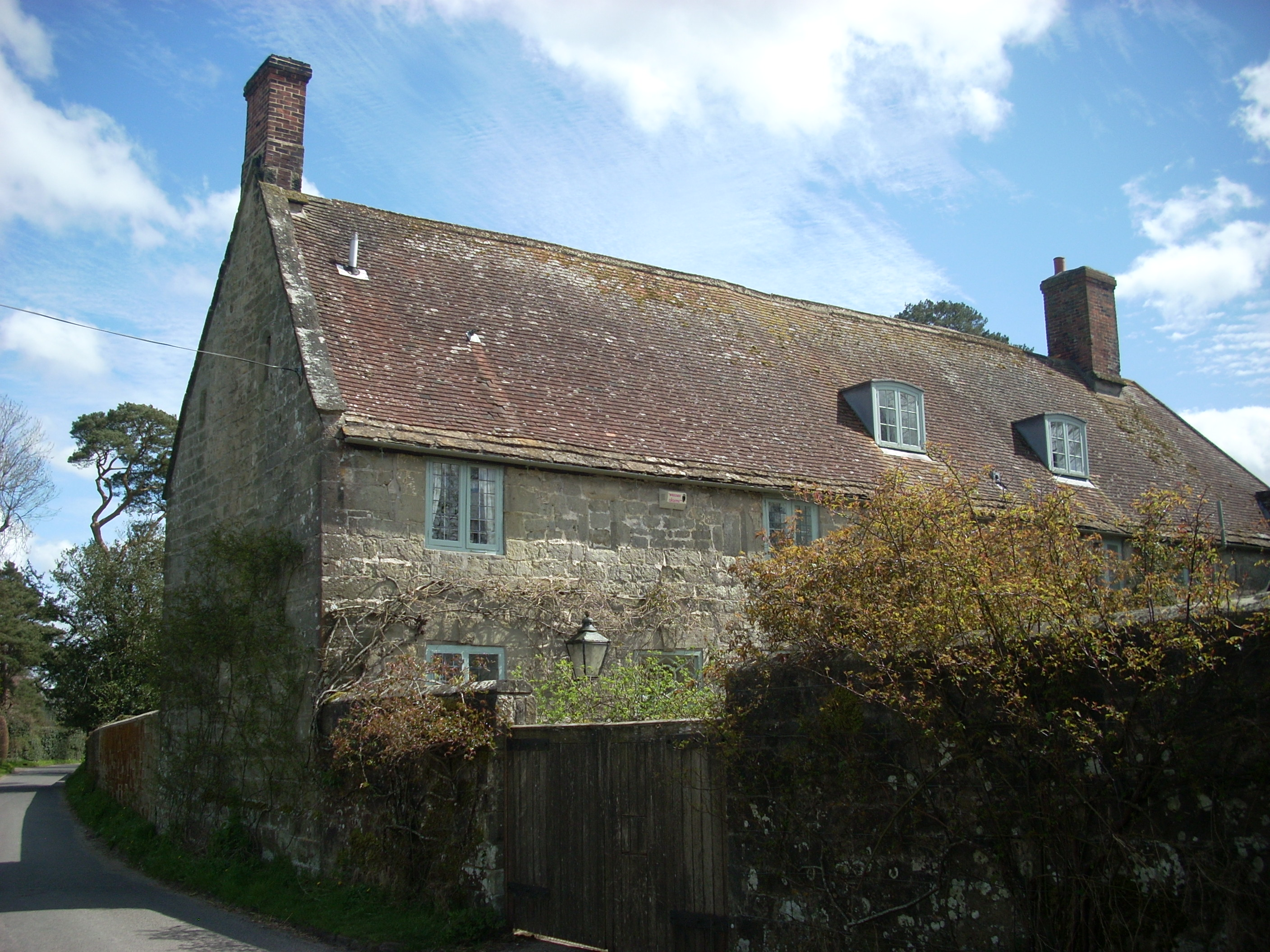
Shute House in Donhead St Mary

Shute House ist ein denkmalgeschütztes Anwesen in dem Dorf Donhead St Mary in Wiltshire. Das Anwesen ist vor allem wegen des in der zweiten Hälfte des 20. Jahrhunderts angelegten Gartens bekannt, der als ein Meisterwerk des Gartenarchitekten Sir Geoffrey Alan Jellicoe gilt.

## Geschichte
Shute House wurde Ende des 16. Jahrhunderts errichtet und als Rektorat genutzt. Anfang des 18. Jahrhunderts wurde das Anwesen durch einen Anbau im Barockstil erweitert. Am 6. Januar 1966 wurde das Anwesen als Kulturdenkmal der Kategorie Grade II unter Schutz gestellt. 1968 erwarben Michael und Lady Anne Tree das Anwesen. Sie beauftragten 1969 Geoffrey Alan Jellicoe mit der Anlage einer Gartenanlage, die 1980 fertiggestellt wurde. 1993 wurde das Anwesen von John Lewis erworben, der den Garten nach weiteren Ideen von Jellicoe bis 1994 teilweise umgestalten ließ. Der Garten ist auf Anfrage zu besichtigen.

## Anlage

### Das Haus
Das Anwesen besteht aus zwei Teilen. Der ältere Teil ist das langgestreckte Haupthaus aus dem 16. Jahrhundert. Das zweigeschossige Haus wurde aus Kalkstein errichtet. An der Nordseite befinden sich zwei eingeschossige, L-förmig angelegte Wirtschaftsgebäude, die so zusammen mit dem Haupthaus an drei Seiten einen Innenhof umschließen. Dieser ist durch eine Mauer mit Durchfahrt von der Straße abgetrennt. An der Südseite des Haupthauses befindet sich ein kurzer eingeschossiger Gebäudeteil, der das Haus mit dem barocken Anbau verbindet. Dieser, ebenfalls zweigeschossige verputzte Anbau besitzt rustifizierte Ecken und ein Walmdach. Die dreiachsige, symmetrisch angelegte Südfassade besitzt einen leicht hervorgehobenen Mittelrisalit mit Dreiecksgiebel.

### Garten
Südlich des Anwesens befindet sich der etwa 2,8 ha große Garten, der an einem sanft nach Süden abfallenden Hang liegt. Südlich des Haupthauses befindet sich eine blumengesäumte Terrasse, während die Ostfassade von Eibenhecken eingerahmt ist. Jellicoe entwarf einen durch Wasseranlagen geprägten Garten im Stil des Eklektizismus mit mehreren Gartenräumen. Das Wasser stammt aus einem im Garten entspringenden Quellbach des River Nadder, der zunächst in einen in einem Waldstück versteckten Teich fließt. Von dort fließt eine Rinne durch mehrere verschieden angelegte Gartenräume. Im unteren Abschnitt durchfließt die Rinne ein Rasenstück mit mehreren unterschiedlich geformten Teichen. Ein anderer Abschnitt des Gartens bildet das durch niedrige Buchenhecken gebildete sogenannte Amphitheater, weitere Gartenteile werden durch Ilexhecken getrennt, die überraschende Ausblicke auf die umgebende Landschaft gewähren. Durch ein Aha ist der Garten von der Landschaft getrennt.